# کلر پولکینگورن
کلر پولکینگورن (انگلیسی: Clare Polkinghorne؛ زادهٔ ۱ فوریهٔ ۱۹۸۹) بازیکن فوتبال اهل استرالیا است.
از باشگاه‌هایی که در آن بازی کرده‌است می‌توان به باشگاه فوتبال آی ان ای سی کوبه لئونسا، باشگاه فوتبال پورتلند تورنز، بریزبن رور، و هیوستون دش اشاره کرد.
وی همچنین در تیم‌های ملی فوتبال Australia women's national under-20 soccer team و زنان استرالیا بازی کرده‌است.